# 1911 en Bretagne
 Chronologie de la Bretagne
- 1907
- 1908
- 1909
- 1910
- 1911
- 1912
- 1913
- 1914
- 1915

Cette page recense des événements qui se sont produits durant l'année 1911 en Bretagne.

## Société

### Faits sociétaux
- 18 janvier : attentat raté contre Aristide Briand, président du Conseil[1].
- 11 février : éboulement aux carrière d'ardoise Guernanic de Gourin faisant 5 morts, 3 blessés et 20 orphelins[1].
- Février : le journal L'Ouest-Éclair dénonce les mauvais traitements que subissent les enfants dans le « bagne d'enfants de Belle-Île »[1].
- 11 mars : fin de la grève des terre-neuvas à Cancale à la suite d'un accord entre marins et armateurs[1].
- 17 mars : le naufrage en Islande de la goélette paimpolaise Marivonic fait 26 victimes[1].

### Éducation
- 26 janvier : réception à l'Académie française de Louis Duchesne par Étienne Lamy[1].

### Naissance
- 21 janvier : Maurice Lebesque, dit Morvan Lebesque, journaliste et essayiste[1].
- 9 avril : Michel Laumonier, dit Manoll, poète ayant animé sur France-Culture des émissions[1].

### Décès
- 2 mars : Charles-René Collin, musicien[1].
- 11 octobre : François-Athanase Charette de La Contrie, militaire[2].

## Politique
- 29 octobre : création par Jean Choleau, Joseph Duchauchix, Maurice Duhamel, Loeiz Herrieu, Léon Le Berre, Yann Le Diberder, André Mellac, Jos Parker, François Vallée de la Fédération régionaliste de Bretagne à la suite d'une scission de l'Union régionaliste bretonne[3],[4].
- Octobre : fondation du Parti nationaliste breton par Camille Le Mercier d'Erm, Édouard Guéguen, Ernest Marec, Maurice Piedevache, Louis-Napoléon Le Roux, l'abbé Stany Daniel, Émile Masson[5].

## Économie
- 16 septembre : les présidents de syndicats agricoles fondent à Landerneau l'Office central des œuvres mutuelles agricoles du Finistère[6].
- La Société générale ouvre un bureau à Ploërmel[2].
- Fermeture des mines de charbon de Montrelais[2].

## Culture

### Littérature
- Monsieur des Lourdines d'Alphonse de Châteaubriant, prix Goncourt 1911[2].
- Fêtes et coutumes populaires de Charles Le Goffic[2].

## Infrastructures

### Constructions
- 29 octobre : inauguration à Rennes du monument intitulé L'Union de la Bretagne à la France de Jean Boucher[2].

### Destructions
- Le cuirassé Danton brise ses amarres et s'échoue dans le port de Brest[1].